# Sendaphne olearus
Sendaphne olearus är en stekelart som beskrevs av Nixon 1965. Sendaphne olearus ingår i släktet Sendaphne och familjen bracksteklar. Inga underarter finns listade i Catalogue of Life.